# Илмазло
Илмазло (груз. ილმაზლო, азерб. İlməzli) — село Марнеульского муниципалитета, края Квемо-Картли республики Грузия со 100 %-ным азербайджанским населением. Находится на юге Грузии, на территории исторической области Борчалы.

## История
Начиная с 2010 года на территории села Илмазло проходят археологические раскопки, которые проводятся Институтом археологии и этнографии Национальной академии наук Грузии. Во время археологических раскопок, проведенных в 2011 году, было обнаружено более 20 исторических памятников древнего периода. Среди них были гробницы а также останки стен древнего поселения. В результате раскопок, проведенных в деревне на берегу реки Кура, в местечке под названием «Ягылджа» (азерб. «Yağılca») было обнаружено несколько некрополей, относящихся к VII-IV векам до н. э. В двух некрополях были найдена многочисленная керамическая посуда, отражающая культуру и искусство античного периода Кавказской Албании.
Археологические раскопки проводились в том же районе в марте 2010 года. В результате этих работ были обнаружены останки строений, относящихся к XVIII веку, такие как промышленные центры, улицы, колодцы с каменными ограждениями и др.
26 июля 2011 года в Национальном музее Грузии прошла презентация обнаруженных в результате превентивных археологических работ в селе Илмазло предметов. Предметы были обнаружены в ходе работ по проектировке линии электропередачи мощностью в 500 киловатт, которая соединит энергосистемы Грузии и Азербайджана, осуществляемой организацией «Государственная Электросистема Грузии». Недалеко от села Илмазло, на территории размещения вышки № 53, археологическая экспедиция Национального музея Грузии изучила обнаруженное захоронение знатной женщины, датируемое VII веком до н. э., в котором были обнаружены золотые украшения высокого уровня мастерства, такие как кольца и серьги, а также глиняная посуда и останки животных. Находка особенно важна тем, что в эпоху раннего железного века крайне редки изделия из драгоценного металла.

## География
Граничит с селами Хутор-Лежбадини, Капанахчи, Азизкенди, Кешало и Диди-Муганло Марнеульского Муниципалитета.

## Население
По данным Государственного статистического комитета Грузии, согласно официальной переписи 2002 года, численность населения села Илмазло составляет 1033 человека и на 100 % состоит из азербайджанцев.

## Экономика
Население в основном занимается овцеводством, скотоводством и овощеводством.

## Достопримечательности
- Мечеть
- Средняя школа[7]

## Интересные факты
- 25 августа 2011 году, по инициативе посольства Азербайджана в Грузии, а также при помощи местных предпринимателей, в селе Илмазло был дан ифтар в честь праздника Рамазан.[8]